# Сосе Майрік
Сосе Майрік (Сосе Майріґ, вірм. Սոսէ Մայրիկ   Сосе Варданян) (1865 — 1952, Александрія
) — учасниця вірменського національно-визвольного руху, дружина лідера вірменських федаїнів Ахпюра Сероба.  Її назвали Майрік (вірм. — мати) фідаї Сероба за хоробрість і материнське ставлення до вірменської молоді. 
Вона брала участь у багатьох фідаінскіх боях, у 1899 році у боях з турецьким загоном була поранена, потапила у полон,  відправлена в Бітліс і незабаром звільнена (чоловік, його брати і син Сосе і Сероба загинули). Після Сасунського повстання 1904 року вона перебралася у Ван і пізніше - на Кавказ.  Інший її син загинув під час різанини у Карині. Померла в Олександрії (Єгипет). У 1990-ті її прах з пошаною був перепохований на військовому кладовищі Ераблур ( Єреван ). 
Про Сосе складені пісні.